# PSR B1509-58

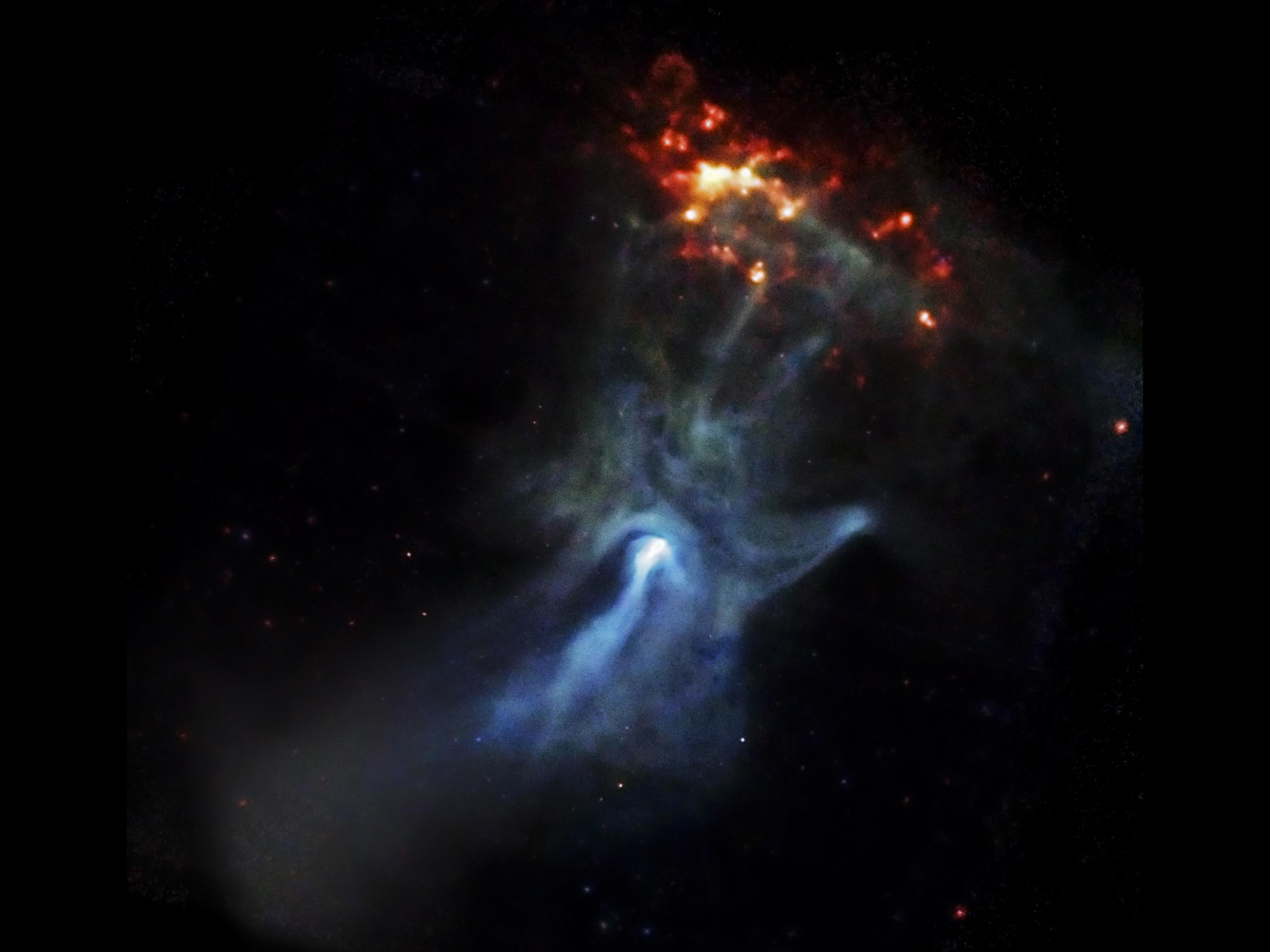
I den här bilden visas de svagaste röntgenstrålar som Chandra kan påvisa som röda, de i mitten av spektrumet som gröna och de mest energirika som blå.

PSR B1509-58 är en pulsar på cirka 17 000 ljusårs avstånd från jorden. Pulsaren ligger i stjärnbilden Cirkelpassaren och upptäcktes av Einsteinobservatoriet år 1982. Pulsaren är uppskattningsvis 1 700 år gammal och befinner sig i en nebulosa som spänner över 150 ljusår. NASA beskriver stjärnan som "en snabbt spinnande neutronstjärna som kastar ut energi i den omgivande rymden vilket skapar komplexa och intrikata strukturer, däribland en som liknar en stor kosmisk hand" (guds hand).